# Nașterea Domnului în artă

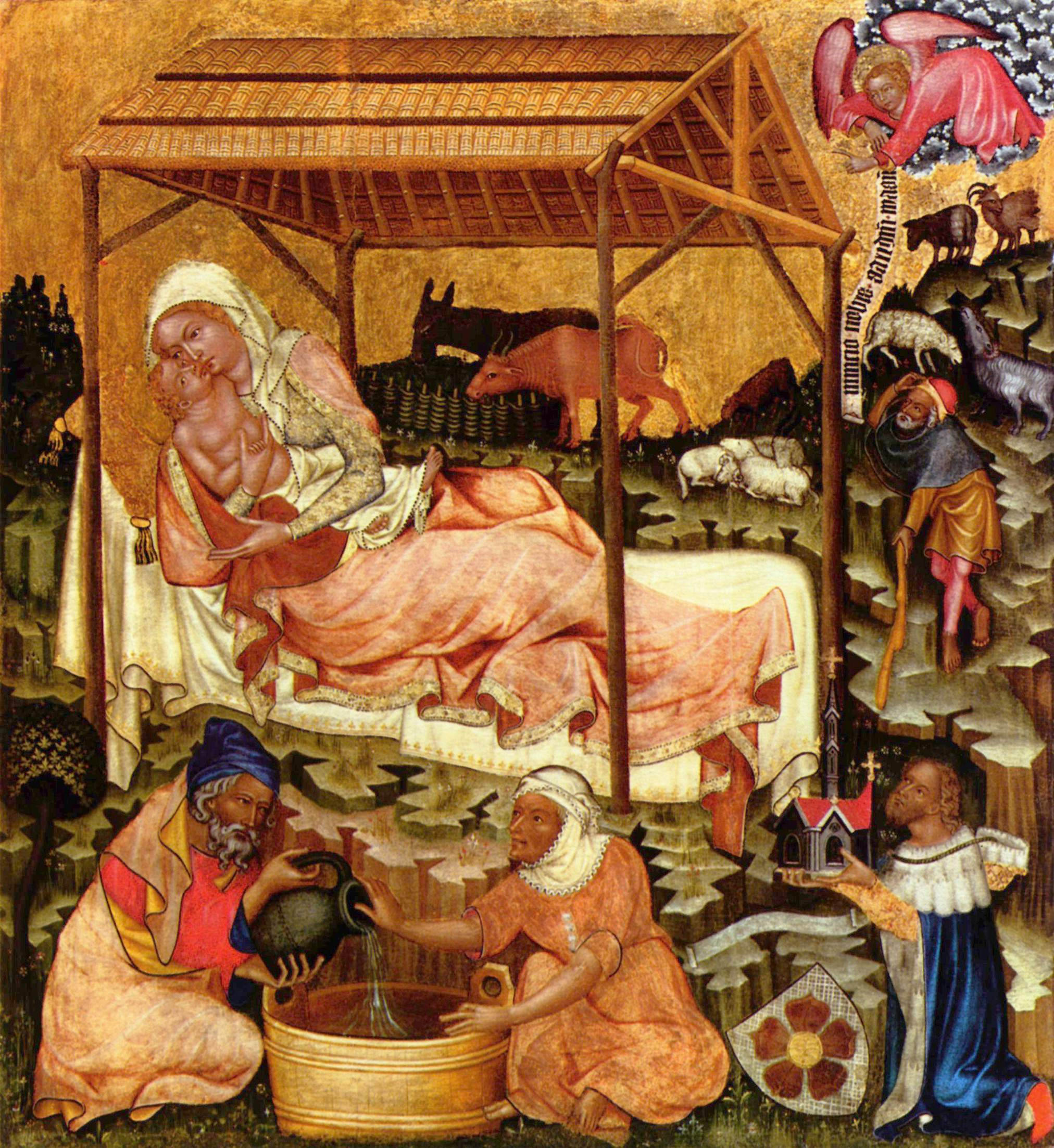
Anonim (Maestrul din Vyšší Brod), un maestru boem, c. 1350. Ciclul Vyšší Brod (Hohenfurth). Influența picturii bizantine italiene a fost puternică la curtea lui Carol al IV-lea.

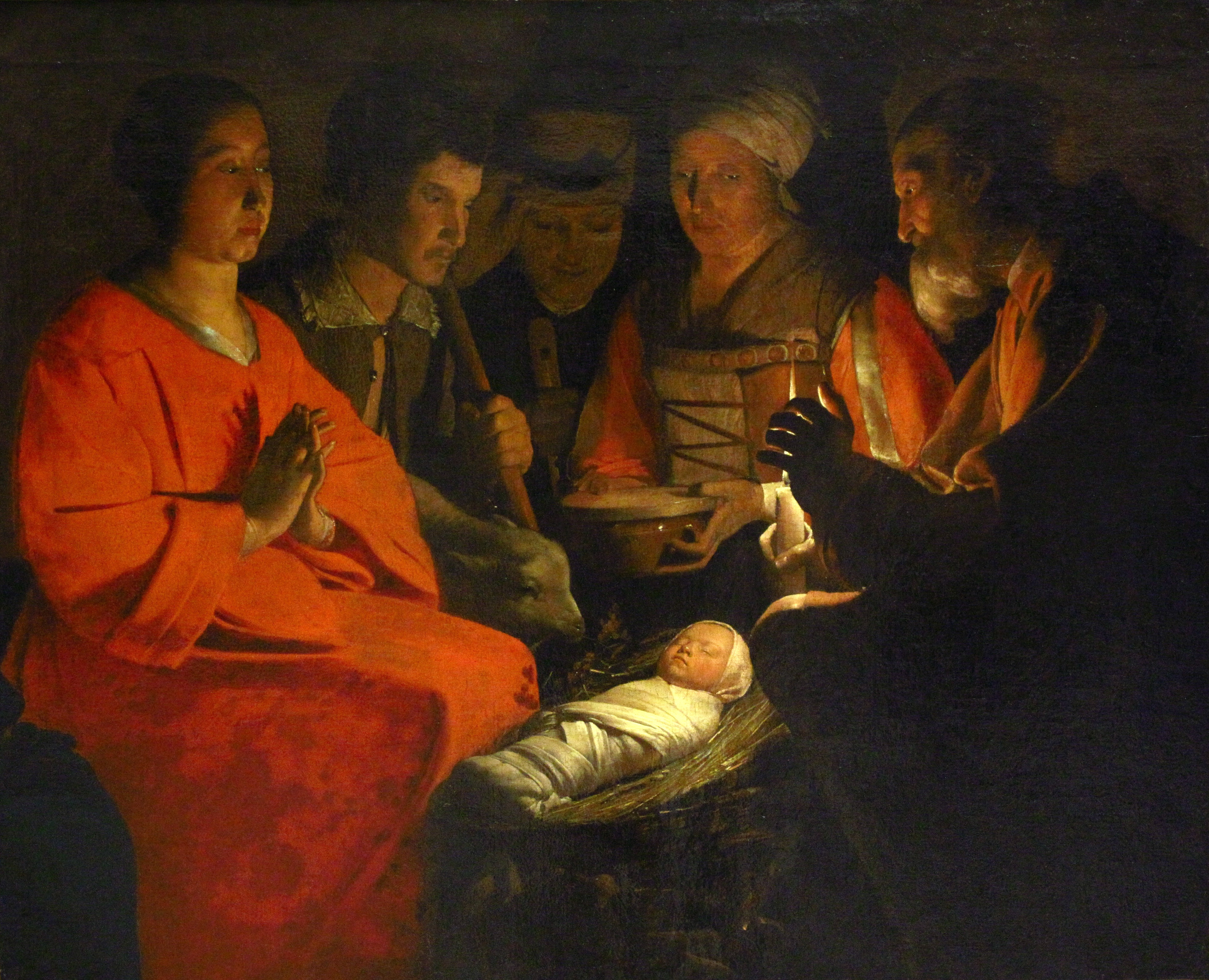
Georges de La Tour, Adorația păstorilor c. 1644

Nașterea Domnului a fost un subiect major al artei creștine încă din secolul al IV-lea.
Reprezentările artistice ale Nașterii Domnului sau nașterii lui Isus, sărbătorite de Crăciun, se bazează pe narațiunile din Biblie, din Evangheliile după Matei și Luca și sunt elaborate în continuare prin tradiția scrisă, orală și artistică. Arta creștină include foarte multe reprezentări ale Fecioarei Maria și ale Pruncului Hristos. Astfel de lucrări sunt denumite în general „Madona cu Pruncul”, „Fecioara Maria cu Pruncul” sau „Fecioara cu Pruncul”. Ele nu sunt de obicei reprezentări ale Nașterii Domnului în mod specific, dar sunt adesea obiecte devoționale care reprezintă un anumit aspect sau atribut al Fecioarei Maria sau al lui Isus. Pe de altă parte, imaginile de la Naștere sunt ilustrative și includ multe detalii narative; sunt o componentă normală a secvenţelor care ilustrează atât Viaţa lui Hristos, cât şi Viaţa Fecioarei.
Nașterea Domnului a fost înfățișată în multe medii diferite, atât picturale, cât și sculpturale. Formele picturale includ picturi murale, picturi pe panouri,  manuscrise, vitralii și picturi în ulei. Subiectul Nașterii Domnului este adesea folosit pentru altar, multe dintre acestea combinând atât elemente pictate, cât și sculpturale. Alte reprezentări sculpturale ale Nașterii Domnului includ miniaturi de fildeș, sarcofage din piatră sculptată și sculpturi de sine stătătoare.
Sculpturile de sine stătătoare pot fi grupate într-o scenă a Nașterii Domnului (pătuț, creșă sau presepe) în interiorul sau în afara unei biserici, a unei case, a unui loc public sau a unui cadru natural. Scara personajelor poate varia de la miniatura la mărime naturală. Aceste scene de la Nașterea Domnului au derivat probabil din tableau vivant  din Roma, deși Sfântul Francisc de Assisi a dat un mare impuls tradiției. Această tradiție continuă până în zilele noastre, cu versiuni mici din porțelan, ipsos, plastic sau carton vândute pentru a fi expuse în casă. Scenele jucate au evoluat în piesa Nașterii Domnului.

## Galerie

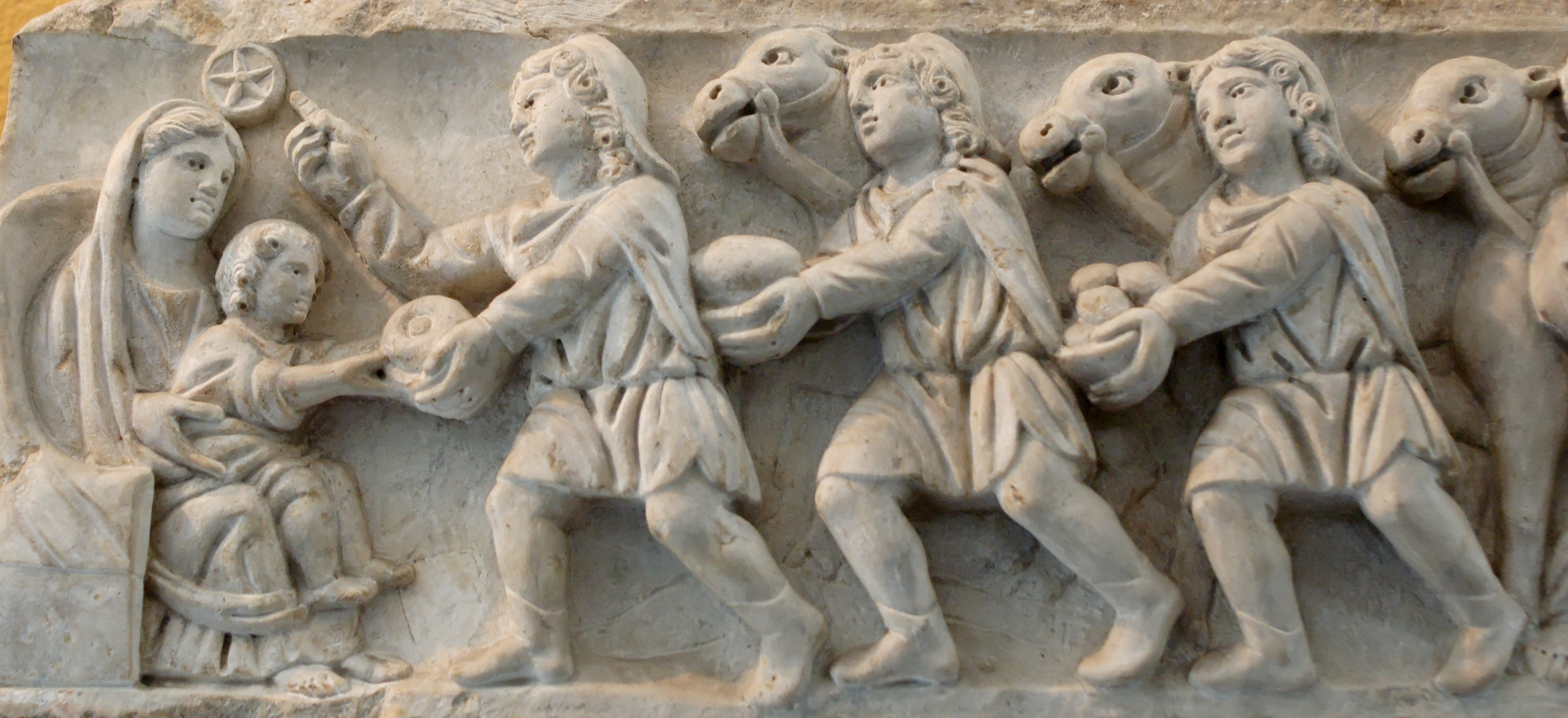
Magi purtând daruri, sarcofag din secolul al IV-lea, Roma
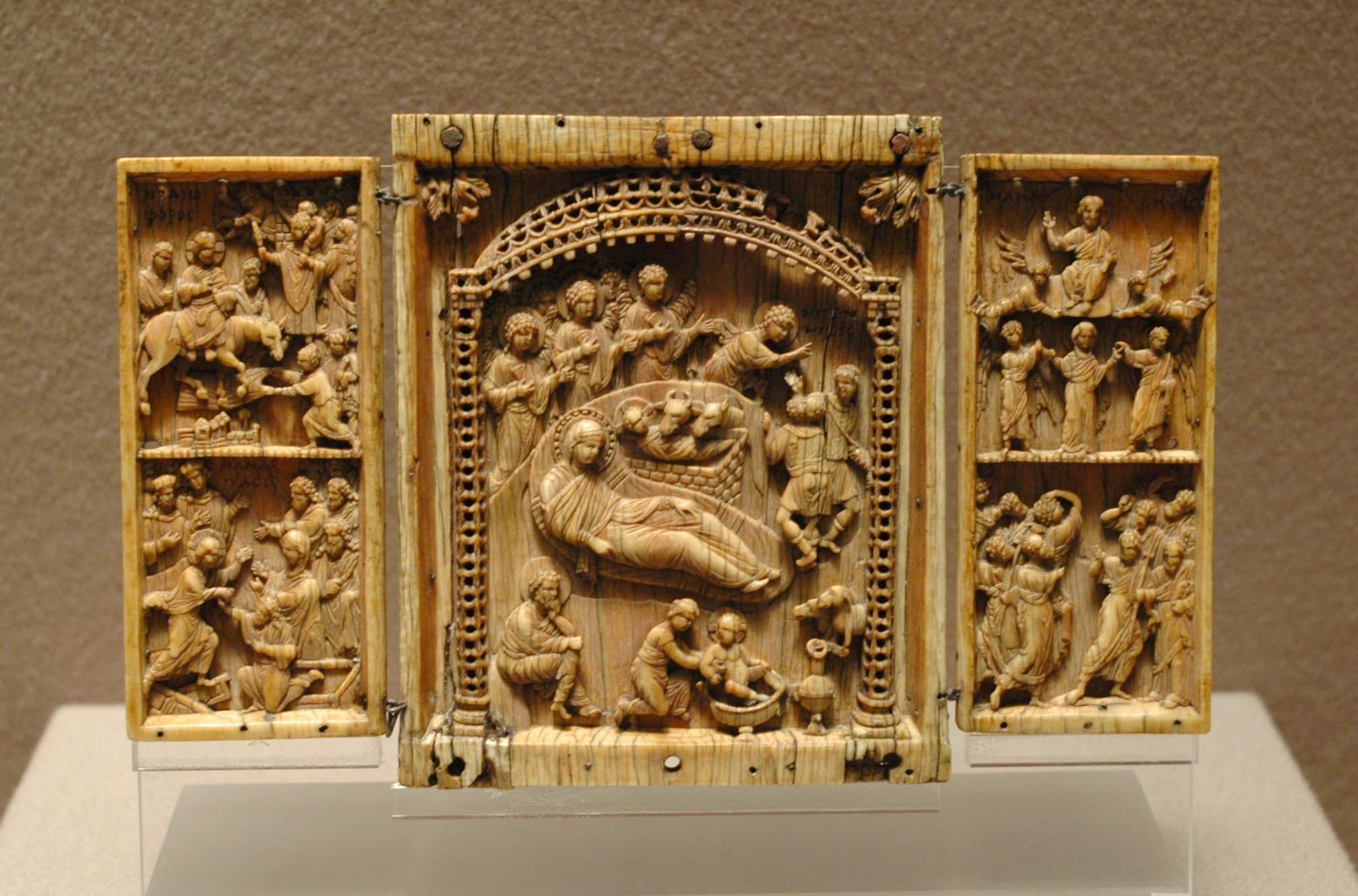
Scene din viața lui Isus Hristos, triptic. Constantinopol, sfârșitul secolului al X-lea, fildeș. Muzeul Luvru
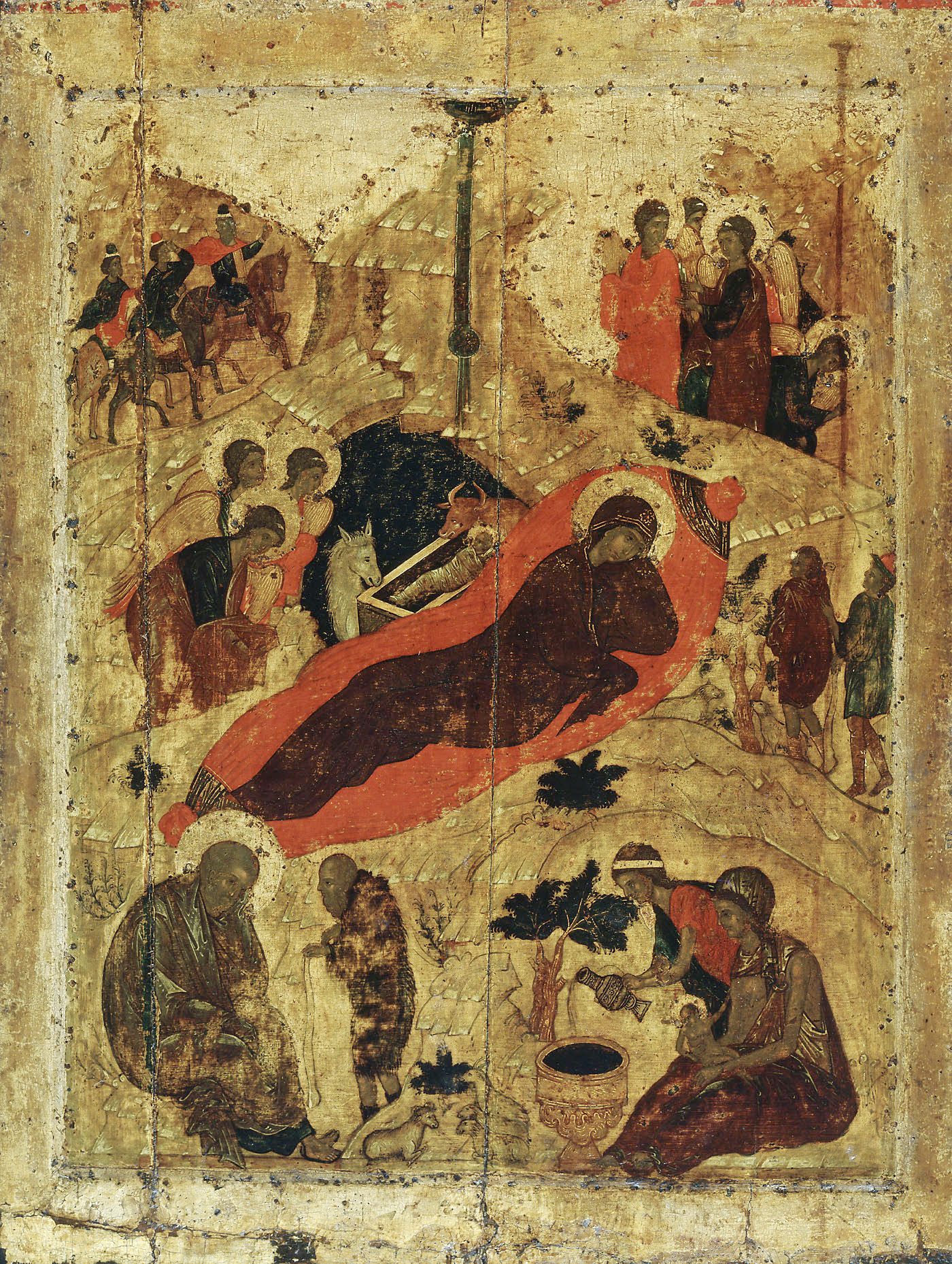
Andrei Rublev, 1405, Kremlin, Moscova.
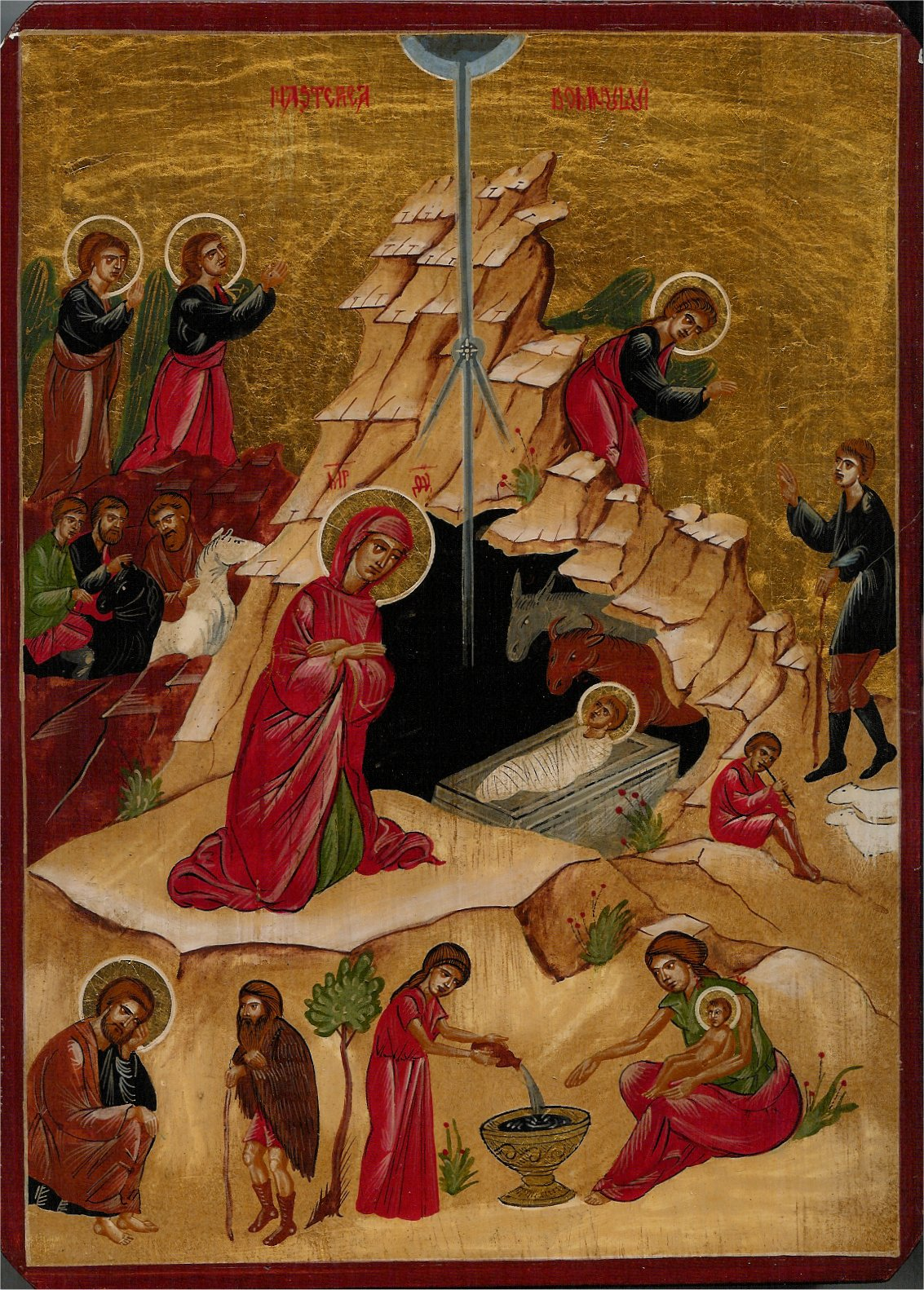
Icoana românească modernă, cu iconografie foarte asemănătoare cu Rublev, dar cu câteva elemente occidentale, precum Fecioara în genunchi.